# Pseudorichardia flavitarsis
Pseudorichardia flavitarsis är en tvåvingeart som först beskrevs av Macquart 1855.  Pseudorichardia flavitarsis ingår i släktet Pseudorichardia och familjen bredmunsflugor. Inga underarter finns listade i Catalogue of Life.